# Ophiolepis paucispina
Ophiolepis paucispina is een slangster uit de familie Ophiolepididae.
De wetenschappelijke naam van de soort werd in 1825 gepubliceerd door Thomas Say.